# Ville Lajunen
Ville Lajunen, född 8 mars 1988 i Helsingfors, Finland, är en finländsk professionell ishockeyspelare som för närvarande spelar för Jokerit i KHL.

## Spelarkarriär
Lajunen inledde sin professionella hockeykarriär i finska Esbo Blues. Han har spelat totalt 207 matcher och noterats för 105 poäng i den finska högstaligan i ishockey, SM-liiga. Säsongen 2009/10 gjorde han 33 assist, vilket var flest av alla backar i finska ligan.
Under säsongen 2011/12 lämnade han Esbo Blues för spel i det ryska hockeylaget Metallurg Magnitogorsk i KHL. Lajunen trivdes inte i Ryssland utan valde att bryta sitt kontrakt och istället skriva på ett ettårskontrakt med Färjestad BK inför säsongen 2012/2013.
6 maj 2014 blev det klart att Lajunen kommer att spela för Jokerit i KHL.